# Cassie Patten
Cassie Patten (n. 1 ianuarie 1987, Plymouth, Anglia, Regatul Unit) este o înotătoare ce a reprezentat Regatul Unit al Marii Britanii și al Irlandei de Nord, medaliată olimpică. A participat la o ediție a Jocurilor Olimpice (2008) în care a câștigat o medalie de bronz.

## Participări
Lista de mai jos prezintă principalele competiții la care a participat Cassie Patten de-a lungul carierei.
- Jocurile Olimpice de vară din 2008